# 電解鉄
電解鉄（でんかいてつ、Electrolytic Iron）は高純度鉄の一種で、電解精製により製造された高純度鉄。一般的に99.9%以上の純度を有する。

## 概要
鉄中には一般に、Mn、P、C、O、Sなどの鉄以外の元素が含まれている。電解鉄では、これらの不純物が可能な限り低減されている。そうすることにより、鉄本来の持つ性質を発現させることができる。
　鉄を高純度化することで、延性が大きくなる、耐食性が上がる、磁気特性（軟磁気特性）が向上するなどの特性が得られる。また、高純度材料を使用した合金は、延性、強度、靭性、疲労強度、耐熱性、耐食性、磁気特性などが向上する。今後もこれらの特性を生かした新規材料開発への応用が期待されている。

## 製造方法
一般的に金属の製錬方法として、乾式法と湿式法がある。湿式法の一つとして電気分解による製錬法（電解製錬）がある。電解製錬には、電解精製（精製電解）と電解採取（抽出電解）がある。これらの電解製錬により製造される高純度鉄を電解鉄と呼んでいる。
　電解製錬では、鉄イオン、その他の成分を含む水溶液を電解液とし、アノード電極（原料または不溶性陽極）とカソード電極（母板）を挿入し、両極間に電気を流す。すると、イオン化傾向の差などにより、主に鉄のみがカソード電極表面に析出し高純度鉄が得られる。
　湿式法により精製された高純度鉄である電解鉄は国内で東邦亜鉛株式会社が唯一、工業規模で生産、販売を行っている。世界規模で見ても湿式法により精製された高純度の鉄において、トップシェア。販売している鉄の純度は99.9～99.999%までの純度であり、特にガス成分であるO、N、C、Hをカウントした上での純度である。量産品の99.9%グレードから、99.99%グレード、99.999%グレードまでの品質によるラインナップがある。
| 名称         | 純度(%) | C(ppm) | P(ppm) | S(ppm) | Si(ppm) | Mn(ppm) | Cu(ppm) | O(ppm) | H(ppm) | N(ppm) |
| ------------ | ------- | ------ | ------ | ------ | ------- | ------- | ------- | ------ | ------ | ------ |
| マイロンSHP  | 99.99   | 5～15  | 1      | 1～3   | <5      | 1       | 1       | 20～50 | 1～3   | <5     |
| マイロン1S   | 99.97   | 15     | 7      | 7      | <5      | 1       | 2       | 110    | 3      | 8      |
| アトミロンFP | 99.97   | 15     | 8      | 1      | <5      | 1       | 15      | 70     | -      | 8      |
| アトミロンMP | 99.97   | 20     | 5      | 8      | <5      | 1       | 1       | 100    | -      | 5      |

## その他の高純度化の方法
純鉄よりも鉄純度が高い鉄を製造する方法は大きく分けて2種類あり、乾式法と湿式法がある。乾式法は純鉄を真空中で溶解し脱ガスするVOD法や純鉄を電極とし溶湯をドリップして精製するESR法などがある。湿式法には、電解法の他に、イオン交換法などがある。

## 用途
安全の重要度が高いジェット機のランディングギアやエンジンシャフト、発電機のガスタービンなどに使用されている。この他に研究開発や特殊合金(マルエージング鋼、Ni基合金、Ti合金)、スパッタリング材、化学薬品(エッチング液)などに使用されている。さらに日本の伝統技術である刀の製造原料にも用いられている。